# 海防団
海防団（かいぼうだん）は水難救護法第1条及び第3条に定める遭難船舶の救難に携わる組織で香川県観音寺市が1948年に制定した海防団等の設置に関する条例に基づき定められた機関。ほぼ、消防団や水防団の制度に準拠してつくられた機関で、日本で唯一観音寺市のみに存在する。活動としては日本水難救済会が全国に設置する救難所と類似している点が多い。本記事では海防団員についても記す。

## 概要
観音寺市における海防団の名称は海防団の設置等に関する条例によって、観音寺市海防団とされ、その位置を香川県観音寺市坂本町一丁目1番1号と定められている。海防団は主に2個救助隊で組織し、条例定数50人で編成されている。
海防団員の任用は観音寺市在住の18歳以上60歳以下となっており、市内の漁業関係者が中心となっている。但し、看視長以上はこの限りでない。観音寺市海防団は海難・水防・警戒が主たる職務である。
海防団においては団員は団長の指揮を受け、団長は市長及び水防管理者の指揮を受けることとされ、主に設備、機械器具及び資材を最高度に活用して生命身体及び財産の救護に当たり、損害を最小限度に止めるよう努める他、活動中に死体等を発見した際は、市長及び警察署並びに消防署に通報するなどの義務を負う。
主に瀬戸内海に面し海上とのつながりの深い、観音寺市特有の制度であり、消防団、水防団に並ぶ住民主体の義勇団体であるといえる。

## 海防団員
海防団員(かいぼうだんいん)とは、香川県観音寺市の設置する海防団の団員のこと。海防団員は、観音寺市海防団員の任免、定数、給与、服務等に関する条例に基づき、海防団の使命たる遭難船舶の救難にあたることを任務とし、主に観音寺市内の漁業関係者により構成されている。

### 階級
海防団員の階級は、観音寺市海防団規則第2条において定められており、団長を最高位とする6階級にて構成される。
| 序列 | 階級   |
| ---- | ------ |
| 1    | 団長   |
| 2    | 副団長 |
| 3    | 救助長 |
| 4    | 看視長 |
| 5    | 班長   |
| 6    | 団員   |

団員の定員は50名とされ、団長以下班長以上を役員として規定されている。団長及び副団長の任期は2年とするが重任は妨げられないこととされている。

### 海防団員の宣誓
私は忠実に日本国憲法を擁護し、不公平及び偏見を避け何人も恐れずに良心に従って忠実に海防の義務を遂行することを固く誓います。